# Lost & Found (película)
Lost & Found es una película estadounidense de 1999 protagonizada por David Spade y Sophie Marceau bajo la dirección de Jeff Pollack.

## Sinopsis
El dueño de un restaurante Dylan Ramsey (David Spade) está enamorado de su nueva vecina, una chelista francesa llamada Lila (Sophie Marceau). En un intento desesperado por ganarse su afecto, secuestra a su amado perro y le ofrece ayudarla a encontrarlo. Sin embargo, cuando el perro se traga el anillo de diamantes de su mejor amigo y las cosas empeoran para Dylan, el exprometido de Lila, René, aparece en escena para tratar de recuperarla.

## Reparto
- David Spade es Dylan Ramsey.
- Sophie Marceau es Lila Dubois.
- Martin Sheen es Millstone.
- Artie Lange es Wally Slack.
- Ever Carradine es Ginger.
- Patrick Bruel es René.
- Carl Michael Lindner es Brat.
- Jon Lovitz es Harry Briggs.
- Carole Cook es Sylvia.
- Estelle Harris es la señora Stubblefield.
- Marla Gibbs es Enid.
- Rose Marie es Clara.
- Frankie Pace es Sal.
- Hal Sparks es DJ.
- Neil Diamond es él mismo.

## Recepción
La película no fue bien recibida por la crítica. En Rotten Tomatoes cuenta con un 18% de aprobación. La cinta solamente pudo cosechar algo más de seis millones de dólares ante un presupuesto de treinta millones.